# تانگ جیوهونگ
تانگ جیوهونگ (انگلیسی: Tang Jiuhong؛ زادهٔ ۱۴ فوریهٔ ۱۹۶۹) بدمینتون‌باز اهل چین است.